# 通塔爾山脈
通塔爾山脈（西班牙語：Sierra del Tontal），是阿根廷的山脈，位於該國中西部，處於聖胡安省西南部，全長約100公里，最高點海拔高度4,140米，山體由砂岩和頁岩組成。